# Petrivșciîna, Volociîsk
Petrivșciîna (în ucraineană Петрівщина) este un sat în comuna Ojîhivți din raionul Volociîsk, regiunea Hmelnîțkîi, Ucraina.

## Demografie
Componența lingvistică a localității Petrivșciîna
     Ucraineană (100%)
Conform recensământului din 2001, toată populația localității Petrivșciîna era vorbitoare de ucraineană (100%).